# Formel von Woronoi
Im mathematischen Teilgebiet der Zahlentheorie befasst sich die Formel von Woronoi (englisch Voroni's formula) mit der Beschreibung der Lösung von linearen Kongruenzen eines speziellen Typs. Die Formel wurde von dem  Mathematiker Georgi Feodosjewitsch Woronoi (1868–1908) etwa um das Jahr 1900 vorgelegt.

## Beschreibung der Formel
Sie lässt sich wie folgt beschreiben:
Sind teilerfremde natürliche Zahlen {\displaystyle \,a\,,\,m>0\,} gegeben, so sind die ganzzahligen Lösungen {\displaystyle \,x\,}  der Kongruenz
{\displaystyle a\cdot x\equiv 1{\pmod {m}}}
alle durch die Formel
{\displaystyle x\equiv \left(3-2\cdot a+6\cdot {\sum _{k=1}^{a-1}{\left\lfloor {\frac {mk}{a}}\right\rfloor }^{2}}\right){\pmod {m}}}
gegeben.

## Beispiel
Dem Mathematiker James Joseph Tattersall zufolge funktioniert die Woronoi'sche Formel am besten für kleines {\displaystyle \,a\,} und großes {\displaystyle \,m\,}, wie etwa in dem folgenden Beispiel:
Sind 
{\displaystyle a=4}
{\displaystyle m=37}
gegeben, so ist 
{\displaystyle x=3-8+6\cdot \left({\left\lfloor {\frac {37}{4}}\right\rfloor }^{2}+{\left\lfloor {\frac {74}{4}}\right\rfloor }^{2}+{\left\lfloor {\frac {111}{4}}\right\rfloor }^{2}\right)=-5+6\cdot (9^{2}+18^{2}+27^{2})=-5+6\cdot 1134=6799\equiv 28{\pmod {37}}}
eine Lösung.
Denn es ist
{\displaystyle 4\cdot 28=112=3\cdot 37+1\equiv 1{\pmod {37}}} .